# Opisthoteuthidae
Opisthoteuthidae Verrill, 1896, è una famiglia di molluschi cefalopodi ottopodi.

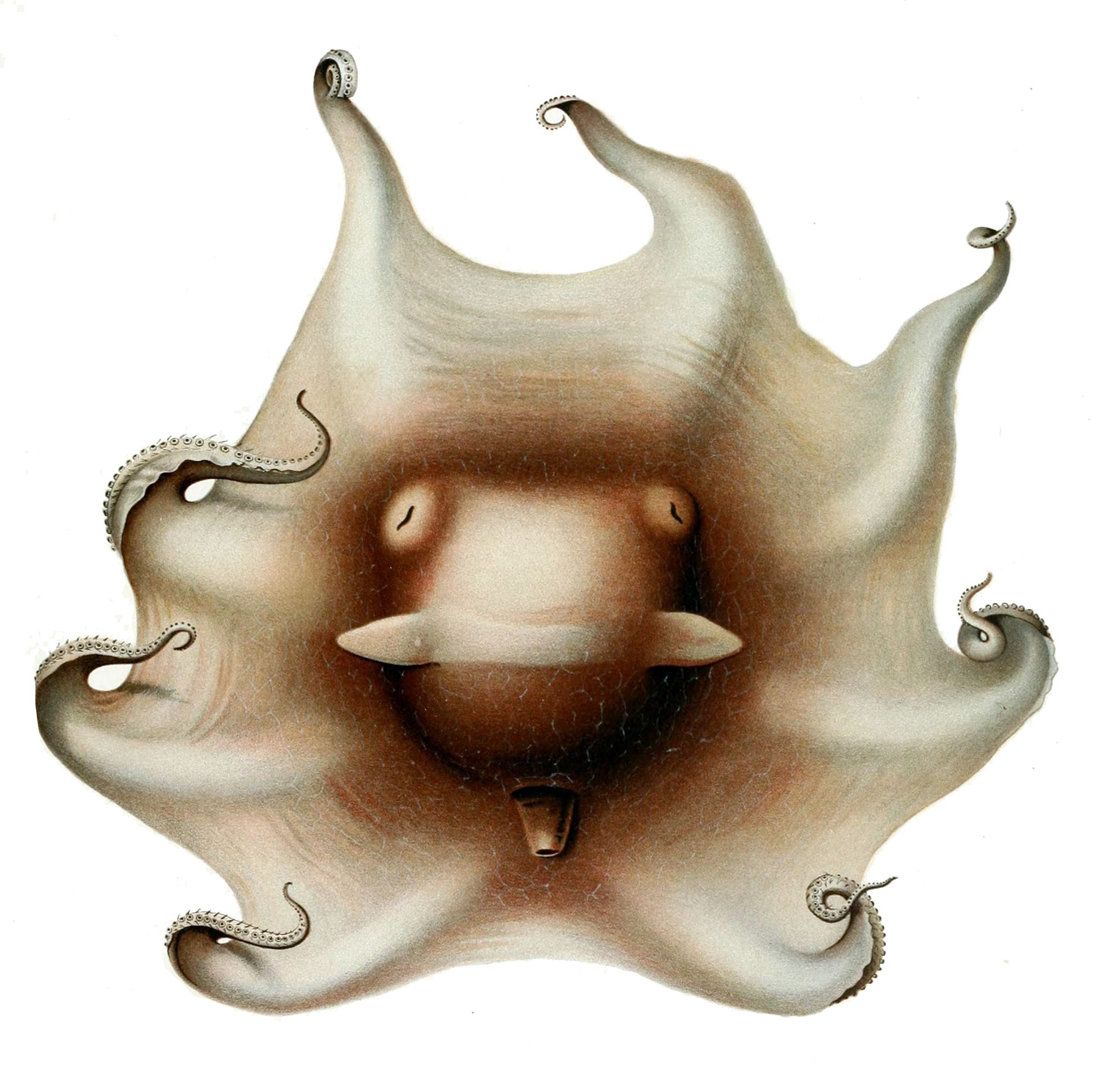
Opisthoteuthis extensa vista dall'alto

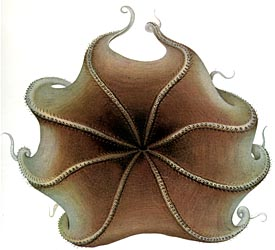
Opisthoteuthis extensa vista dal basso

## Descrizione
L'aspetto di questi cefalopodi è caratteristico per il forte appiattimento in senso verticale che, unito al fatto che le braccia sono unite da una membrana che non giunge all'apice delle stesse, li ha fatti spesso paragonare a un ombrello aperto. Le pinne sono piuttosto piccole e gli occhi sui lati della testa. Il corpo ha una consistenza gelatinosa ed è molto fragile. Le braccia portano una serie di ventose di piccole dimensioni accompagnate da due serie di corti cirri; i maschi di molte specie hanno delle ventose ingrossate.

## Distribuzione e habitat
La famiglia è diffusa in tutti gli oceani e i mari compreso, con Opistoteuthis calypso, il mar Mediterraneo.
Sono animali principalmente batiali e abissali ritrovati fino almeno a 4800 metri di profondità.

## Biologia
Il nuoto avviene per movimenti medusoidi delle braccia e della membrana che le unisce, le pinne fungono solo da stabilizzatori.

## Tassonomia
La famiglia comprende i seguenti generi:
- Exsuperoteuthis Verhoeff, 2024
- Insigniteuthis Verhoeff, 2024
- Opisthoteuthis A. E. Verrill, 1883